# Hungersnøden i Irland 1845-1849
Hungersnøden i Irland 1845-1849 (irsk: An Gorta Mór eller An Drochshaol) var en sultkatastrofe med katastrofale eftervirkninger. Hungersnøden blev forårsaget af parasitten Phytophthora infestans, som angreb kartoflerne og ødelagde den primære madkilde for mange irske familier.
Selve kartoffelpesten forklarer den umiddelbare hungersnød, men udviklingen blev forstærket af andre faktorer med økonomisk, politisk og religiøs baggrund. Det er anslået, at 1 million irere omkom som et resultat af hungersnødsrelateret sygdom og omkring 1 million emigrerede til Storbritannien, USA, Canada og Australien. Dette resulterede i at landets indbyggertal faldt med 20-25%.
Hungersnøden opstod, mens det britiske imperium var i stærk udvikling og blev ikke taget alvorligt i London. Sultkatastrofen havde en ødelæggende effekt på Irland og prægede landet i generationer. Irlands befolkningstal fortsatte med at falde i 70 år, inden det stabiliseredes ved halvdelen af, hvad det var før katastrofen.